# 조만혁
조만혁 (1992년 3월 26일 ~ )은 대한민국의 전직 스타크래프트 II 프로게이머다. 종족은 저그이며, 아이디는 jookTo이다.
Old Generations, apeX eSports, Clarity Gaming 소속으로 활동했다. 2013년 IEM Season VII - Katowice 20강을 마지막으로 프로게이머를 은퇴하였다.

## 주요 기록
- 2010년 2010 TG-Intel 스타크래프트 II OPEN Season 1 32강
- 2010년 2010 소니 에릭슨 스타크래프트 II OPEN Season 2 64강
- 2010년 2010 소니 에릭슨 스타크래프트 II OPEN Season 3 64강
- 2011년 2011 소니 에릭슨 글로벌 스타크래프트 II 리그 Jan. Code S 32강
- 2011년 2011 인텔 글로벌 스타크래프트 II 리그 Mar. Code A 32강
- 2011년 2011 LG 시네마 3D, 인텔코리아 슈퍼 토너먼트 16강
- 2011년 2011 소니 에릭슨 글로벌 스타크래프트 II 리그 Oct. Code A 32강
- 2011년 2011 소니 에릭슨 글로벌 스타크래프트 II 리그 Nov. Code A 48강
- 2012년 2012 핫식스 2012 글로벌 스타크래프트 II 리그 시즌 2 Code A 48강
- 2012년 2012 무슈제이 2012 글로벌 스타크래프트 II 리그 시즌 3 Code A 48강
- 2012년 MLG Pro Circuit 2012 – Fall Championship 24강
- 2013년 IEM Season VII - Katowice 20강